# Enrique Papatino
Enrique Papatino (Buenos Aires, 28 de marzo de 1966) es un destacado dramaturgo, actor y director de teatro argentino. Con una amplia producción teatral y numerosas publicaciones, ha sido galardonado con los principales premios de la escena teatral argentina. Sus obras se destacan por su exploración de la memoria histórica, el cuidado lenguaje teatral y los conflictos éticos.

## Biografía
Comienza su actividad actoral a muy temprana edad, contando entre sus maestros a Pedro Aleandro y más tarde a Raúl Serrano y Augusto Fernandes, y la desarrolla en más de 50 montajes, llegando a estar nominado a los Premios Florencio Sánchez y María Guerrero, como mejor actor. 
Se consideran sus interpretaciones más destacadas el Sr. F en Procedimientos para inhibir la voluntad de los individuos de Francisco Enrique, Bulgakov en Cartas de amor a Stalin de Juan Mayorga, y los protagónicos de La importancia de llamarse Ernesto de Oscar Wilde, y su interpretación del propio Wilde en OW de Julio Ordano. 
Durante su carrera actoral asume ocasionalmente el rol de director y con mucha frecuencia el de dramaturgo, siendo esta faceta a la que termina abocándose por completo.

## Dramaturgia
Discípulo de Ricardo Monti y de Mauricio Kartun, es autor de numerosas obras teatrales. Su producción se reparte entre el teatro de tesis y la comedia dramática. Aunque en pocas ocasiones, también ha recurrido al teatro histórico, con un fuerte compromiso con la palabra teatral, y una deliberada omisión del discurso solemne que desliga a sus personajes de la versión tradicional que de ellos tiene la historia oficial, impuesta en su país por el militar, político e historiador Bartolomé Mitre. 
No obstante, la presencia de personajes basados en personas reales es frecuente en su obra. Pueden observarse los casos de Johannes Kepler en Somnium, José de San Martín en En París con Aguacero, Mariano Moreno y Guadalupe Cuenca en Lovely Revolution, Manuel Belgrano en Pequeño estado de Gracia, Michel Chasles y Denis Vrain-Lucas en El viento escribe, , Macedonio Fernández en Macedonio y Yolivan Biglieri en El arte de esgrimir. 
En todas estas obras, el abordaje de las personas reales no es literal. De hecho, casi nunca tienen sus nombres reales. Esta presencia es, en cambio, una excusa circunstancial para llegar a una paradoja que ponga vida en el hecho escénico. Asimismo, otras obras muy representadas no ponen el ojo en ningún hecho real, como El paso de Santa Isabel, El anticuerpo, Amalfi, o su relectura del mito de Don Juan en la obra en verso Don Juan, el peor de todos. 
En todos los géneros en que ha indagado, el dramaturgo reconoce una temprana influencia de su compatriota Carlos Somigliana, en tanto sostiene que el amor por la palabra no tiene ni debe menguar la potencia del juego teatral.
Sus obras han sido editadas por Eudeba, Autores de Argentina, INTeatro, Argentores, y Ñaque Editores (España). 
En 2007 realiza el guion del documental Voces, con la participación de los escritores Eduardo Galeano, Osvaldo Bayer y Norberto Galasso.
Ha obtenido los premios más importantes de la actividad autoral de su país, como el Premio Argentores en dos ocasiones, el Premio Municipal (Actualmente Premio de la Ciudad de Buenos Aires), el Premio del Instituto Nacional del Teatro,  el Premio del Fondo Nacional de las Artes, y el Premio Trinidad Guevara. También incursionó en la narrativa, obteniendo la Mención Especial del Premio Alfaguara Clarín de Novela. 

## Análisis de su obra
En el prólogo a su primer tomo de obras, editado por Eudeba, Mauricio Kartun afirma:

«Su poética personal, la riqueza temática, la capacidad dramática, la forma espontánea de hacer fácil lo difícil definen al teatro de Enrique Papatino».

Una característica distintiva de sus obras, según observación de varios especialistas, es que conservan un lenguaje muy cuidado sin por eso perder teatralidad ni sentido de la acción. Es la causa por la cual, según el dramaturgo Roberto Cossa, las obras de Papatino, con toda su teatralidad a cuestas, se abren paso para llegar al libro. 
En la misma línea de análisis, la investigadora Perla Zayas de Lima, sostiene que: 

«El texto de Papatino revela que en el teatro no existen las palabras llamadas “comunes y corrientes” y como conocedor de todos los secretos de la escritura para la escena, las dota de sugestión, sonoridad y significación, sin que esto signifique opacar el valor de una intriga que no sólo mantiene sino que acrecienta la atención del espectador.».

Entre 2002 y 2016 desarrolló una intensa actividad como entrenador de escritura dramática. Diversas reflexiones sobre esta actividad están plasmadas en el tomo Elogio de la incertidumbre, trabajo que obtuvo el Primer Premio de Ensayos de Argentores en 2013.

## Publicaciones
| Año  | Título                     | Descripción | Editorial              |
| ---- | -------------------------- | --- | ---------------------- |
| 2023 | El viento escribe          | Tomo con los textos representados en encuentro "Interautor" en Madrid                                                                                     | Ñaque Editora (Madrid) |
| 2023 | La catedral sumergida      | Obra completa con estudio crítico de Perla Zayas de Lima                                                                                                  | Autores de Argentina   |
| 2017 | Teatro Dos                 | Antología de 5 obras teatrales. Contiene "El viento escribe", "La Malvenida", "Hébenon", "Un roto en el calcetín" y "Lovely Revolution"                   | Eudeba                 |
| 2016 | Teatro Uno                 | Antología de 6 obras teatrales. Contiene "Amalfi", "El Anticuerpo", "En París con aguacero", "Anatomía del olvido", "El paso de Santa Isabel" y "Somnium" | Eudeba                 |
| 2013 | Elogio de la incertidumbre | Ensayo sobre el contexto del texto dramático | Ediciones Argentores   |
| 2009 | "En París con aguacero"    | Tomo con el texto de las obras premiadas por Argentores en 2008                                                                                           | Ediciones Argentores   |
| 2008 | Amalfi                     | Publicación del texto dramático con estudio crítico. | Revista Teatro XXI     |
| 2007 | Amalfi                     | Tomo con el texto de las obras premiadas por el Instituto Nacional del teatro en 2007                                                                     | INTeatro               |

## Premios
| Año       | Premio                                                          | Categoría                                 | Obra                         |
| --------- | --------------------------------------------------------------- | ----------------------------------------- | ---------------------------- |
| 2006/2007 | Primer Premio Municipal Ciudad de Buenos Aires                  | Obra teatral no estrenada                 | "Amalfi"                     |
| 2006/2007 | Segundo Premio Municipal Ciudad de Buenos Aires                 | Obra teatral para niños                   | "Sisteric, el uranita"       |
| 2007      | Primer Premio Teatro XXI                                        | Getea, Vigésimo Aniversario               | "Amalfi"                     |
| 2007      | Segundo Premio Nacional de Dramaturgia, INT                     | Obra original                             | "Amalfi"                     |
| 2007      | Segundo Premio Senado de la Nación, "Legislador José Hernandez" | Obras dramáticas                          | "En París con aguacero"      |
| 2009      | Premio Argentores                                               | Obra original para adultos                | "En París con aguacero"      |
| 2013      | Primer Premio de Ensayos de Argentores                          | Ensayos                                   | "Elogio de la incertidumbre" |
| 2016      | Premio Teatro Nacional Cervantes / Argentores                   | Programación en Teatro Nacional Cervantes | "Pequeño estado de gracia"   |
| 2018      | Segundo Premio del Fondo Nacional de las Artes                  | Artes escénicas. Dramaturgia.             | "La catedral Sumergida"      |
| 2019      | Premio Argentores                                               | Obra original para adultos                | "El viento escribe"          |
| 2019      | Premio Trinidad Guevara                                         | Mejor Autor                               | "El viento escribe"          |

## Otras distinciones
| Año  | Distinción                                      | Categoría               | Obra                                                                             |
| ---- | ----------------------------------------------- | ----------------------- | -------------------------------------------------------------------------------- |
| 2004 | Nominación Premio Trinidad Guevara              | Mejor Autor             | "Somnium"                                                                        |
| 2007 | Nominación Premio Florencio Sánchez             | Mejor Actor de reparto  | "Procedimientos para inhibir la voluntad de los individuos" de Francisco Enrique |
| 2008 | Nominación Premio Trinidad Guevara              | Mejor Autor             | "En París con aguacero"                                                          |
| 2008 | Nominación Premio Florencio Sánchez             | Mejor Autor             | "En París con aguacero"                                                          |
| 2009 | 3º Premio Alfaguara Clarín                      | Novela                  | "La fantasía bajo sospecha"                                                      |
| 2010 | Fondo Nacional de las Artes.                    | Beca nacional           | "Pequeño estado de gracia"                                                       |
| 2010 | Mención honorífica Fondo Nacional de las Artes. | Obras dramáticas        | "La Malvenida"                                                                   |
| 2011 | Nominación Premio María Guerrero                | Mejor actor Protagónico | "La importancia de llamarse Ernesto" de Oscar Wilde                              |
| 2013 | Nominación Premio Florencio Sánchez             | Mejor Actor de reparto  | "Los Hechizados" de Héctor Levy- Daniel                                          |

## Obras estrenadas como autor
| Año         | Título                          | Teatro                                                      |
| ----------- | ------------------------------- | ----------------------------------------------------------- |
| 2001        | Sabihondos y suicidas           | Actor's Studio                                              |
| 2002        | El anticuerpo                   | El Arte Facto                                               |
| 2002        | Tres Palomas menos en el monte  | Teatro de Repertorio                                        |
| 2004        | Somnium                         | Centro Cultural de la Cooperación                           |
| 2005        | Argumento para una novela corta | IFT                                                         |
| 2006        | Hébenon                         | El Piccolino                                                |
| 2008        | En París con aguacero           | Teatro del Pueblo                                           |
| 2008        | El paso de Santa Isabel         | El Piccolino                                                |
| 2009 / 2010 | Lovely Revolution               | CELCIT / Teatro de la Comedia                               |
| 2010        | Amalfi                          | Teatro del Abasto                                           |
| 2012        | Un roto en el calcetín          | Carlos Trigo                                                |
| 2012        | Anatomía del olvido             | Tadrón                                                      |
| 2017        | Pequeño estado de gracia        | Teatro Nacional Cervantes                                   |
| 2018 / 2019 | El viento escribe               | Teatro Payró / Teatro IFT                                   |
| 2019 / 2020 | La catedral sumergida           | El Método Kairós Teatro / Centro Cultural de la Cooperación |
| 2024 / 2025 | Macedonio                       | Teatro Payró                                                |
| 2024 / 2025 | El arte de esgrimir             | Teatro del Pueblo                                           |
| 2025        | Don Juan, el peor de todos      | Centro Cultural de la Cooperación                           |